# Îlet aux Fous
L'îlet aux Fous est un îlet inhabité situé dans le Grand Cul-de-sac marin, appartenant administrativement à Sainte-Rose en Guadeloupe. Il fait partie du Parc national de la Guadeloupe.

## Description
Situé au nord des îlets des petits pompons, à fleur d'eau, il s'étend sur environ 268 m de longueur pour une largeur approximative de 102 m. Il est constitué de bosquets de type mangrove.